# احمد ضیاء مسعود
احمد ضیاء مسعود (زادهٔ ۱ مه ۱۹۵۶) سیاستمدار اهل افغانستان است. وی معاون اول سابق رئیس‌جمهور افغانستان، برادر احمدشاه مسعود عموی احمد مسعود و داماد برهان الدین ربانی است.

## زندگی‌نامه
احمد ضیاء مسعود، در اول ماه مه سال ۱۹۵۶ در ولایت غزنی زاده شد. او آموزش‌های ابتدایی را، در لیسه استقلال، که یک مکتب (مدرسه) فرانسوی در کابل است، به پایان رساند. مسعود، سپس برای ادامه تحصیل، وارد مؤسسه پلی تکنیک کابل شد، اما تحصیل در این مرکز را، پس از سه سال، در سال ۱۹۷۸ (میلادی) رها کرد و به برادرش احمدشاه مسعود، در دره پنجشیر پیوست.

## فعالیت‌ها

### نظامی
در فاصله سالهای ۱۹۷۸ تا ۱۹۸۱ (میلادی) او فرمانده مجاهدین افغان در قرارگاه پریان پنجشیر بود.

احمد ضیاء مسعود با برادرش احمد شاه مسعود در زمان مقاومت در ولایت پنجشیر

 احمدشاه مسعود، احمد ضیاء را در سال ۱۹۸۱ (میلادی) به عنوان نماینده خاص حزب جمعیت اسلامی افغانستان در شهر پیشاور پاکستان، محل فعالیت احزاب هفتگانه مجاهدین، منصوب کرد. احمد ضیاء مسعود، تا ماه آوریل سال ۱۹۹۲ (میلادی) زمان سقوط دولت دکتر نجیب الله و انتقال قدرت به مجاهدین، در این مقام باقی ماند.
او در آن سال، توسط برهان الدین ربانی، رئیس دولت اسلامی افغانستان، به عنوان مشاور رئیس دولت انتخاب شد.

### سفارت
آقای مسعود، در سال ۲۰۰۱ (میلادی) پس از سقوط طالبان و تشکیل دولت جدید افغانستان، از سوی حامد کرزی رئیس دولت انتقالی افغانستان، به عنوان سفیر این کشور در روسیه منصوب شد.
او در سال ۲۰۰۴ (میلادی) به فرمان رئیس‌جمهور، با حفظ سفارت افغانستان در روسیه، به عنوان سفیر غیرمقیم کشورش در ارمنستان، گرجستان و بلاروس نیز تعیین شد.

### معاون اول رئیس‌جمهور در انتخابات ۱۳۸۴

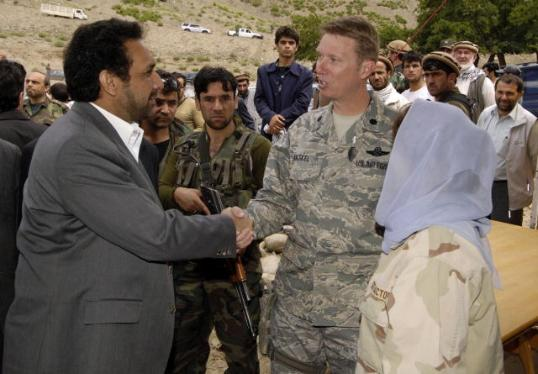

حامد کرزی نخستین رئیس‌جمهور منتخب افغانستان، در انتخابات ریاست جمهوری این کشور در سال ۲۰۰۵ (میلادی) احمد ضیاء مسعود را به همراه کریم خلیلی، به عنوان معاونان خود معرفی کرد.

### کاندیدای معاون اول ریاست جمهوری ۱۳۹۳
احمدضیا مسعود در انتخابات ریاست جمهوری ۱۳۹۳ به عنوان معاون اول زلمی رسول حاضر شد. پس از شکست تیم زلمی رسول و رفتن عبدالله عبدالله و اشرف غنی به دور دوم، از اشرف غنی حمایت کرد.

### نمایندگی فوق‌العاده رئیس‌جمهور در امور اصلاحات و حکومت داری خوب
احمد ضیا مسعود بعد از انتخابات ریاست جمهوری ۱۳۹۳ به تیم انتخاباتی اشرف غنی احمدزی پیوست و در عنوان نماینده فوق‌العاده ریس جمهور در امور اصلاحات و حکومت داری خوب منسوب گردید. با توجه به تیرگی روابط او و غنی، مسعود تصمیم به  کناره‌گیری گرفت ولی پیش از اعلام آن در تاریخ ۲۸ حمل ۱۳۹۵, ارگ ریاست جمهوری با پخش اعلامیه یی از برکناری وی خبر داد. 
احمد ضیا مسعود در ۱۵ آگوست، پیش از تسلط طالبان به کابل، همراه یونس قانونی، کریم خلیلی، میر رحمان رحمانی، محمد محقق، لطیف پدرام و صلاح الدین ربانی به پاکستان رفت.

## زندگی شخصی
مسعود متأهل است و چهار فرزند، (سه دختر و یک پسر) دارد. همسر وی، دختر برهان الدین ربانی، رئیس‌جمهور پیشین افغانستان و عضو سابق مجلس نمایندگان این کشور است.